# Kai McKenzie-Lyle
Kai John Oliver Milton McKenzie-Lyle (Londra, 30 novembre 1997) è un calciatore guyanese con cittadinanza britannica, portiere dell'Oxford City e della nazionale guyanese.

## Carriera

### Club
Nel 2015 firma un contratto con il Barnet.

### Nazionale
Debutta in nazionale nell'ottobre del 2016 in una partita di qualificazione alla Coppa dei Caraibi 2017, mettendo anche a segno una rete. In una successiva partita contro la Giamaica, para un rigore a un avversario.

## Statistiche

### Cronologia presenze e reti in nazionale
| Cronologia completa delle presenze e delle reti in nazionale ― Guyana | Cronologia completa delle presenze e delle reti in nazionale ― Guyana | Cronologia completa delle presenze e delle reti in nazionale ― Guyana | Cronologia completa delle presenze e delle reti in nazionale ― Guyana | Cronologia completa delle presenze e delle reti in nazionale ― Guyana | Cronologia completa delle presenze e delle reti in nazionale ― Guyana | Cronologia completa delle presenze e delle reti in nazionale ― Guyana | Cronologia completa delle presenze e delle reti in nazionale ― Guyana |
| Data                                                                  | Città                                                                 | In casa                                                               | Risultato                                                             | Ospiti                                                                | Competizione                                                          | Reti                                                                  | Note                                                                  |
| --------------------------------------------------------------------- | --------------------------------------------------------------------- | --------------------------------------------------------------------- | --------------------------------------------------------------------- | --------------------------------------------------------------------- | --------------------------------------------------------------------- | --------------------------------------------------------------------- | --------------------------------------------------------------------- |
| 8-10-2016                                                             | Paramaribo                                                            | Suriname                                                              | 3 – 2                                                                 | Guyana                                                                | Qualificazioni alla Coppa dei Caraibi 2017                            | -2; 1                                                                 | 59’                                                                   |
| 12-10-2016                                                            | Georgetown                                                            | Guyana                                                                | 2 – 4                                                                 | Giamaica                                                              | Qualificazioni alla Coppa dei Caraibi 2017                            | -4                                                                    | 96’                                                                   |
| 7-9-2018                                                              | Georgetown                                                            | Guyana                                                                | 3 – 0                                                                 | Barbados                                                              | CONCACAF Nations League 2019-2020 - Qualificazioni                    | -                                                                     |                                                                       |
| 13-10-2018                                                            | Providenciales                                                        | Turks e Caicos                                                        | 0 – 8                                                                 | Guyana                                                                | CONCACAF Nations League 2019-2020 - Qualificazioni                    | -                                                                     |                                                                       |
| 20-11-2018                                                            | Remire-Montjoly                                                       | Guyana francese                                                       | 2 – 1                                                                 | Guyana                                                                | CONCACAF Nations League 2019-2020 - Qualificazioni                    | -2                                                                    |                                                                       |
| 30-3-2021                                                             | Santo Domingo                                                         | Guyana                                                                | 4 – 0                                                                 | Bahamas                                                               | Qual. Mondiali 2022                                                   | -                                                                     |                                                                       |
| 4-6-2021                                                              | Basseterre                                                            | Saint Kitts e Nevis                                                   | 3 – 0                                                                 | Guyana                                                                | Qual. Mondiali 2022                                                   | -3                                                                    |                                                                       |
| 8-6-2021                                                              | Basseterre                                                            | Guyana                                                                | 0 – 2                                                                 | Porto Rico                                                            | Qual. Mondiali 2022                                                   | -2                                                                    |                                                                       |
| 4-7-2021                                                              | Fort Lauderdale                                                       | Guatemala                                                             | 4 – 0                                                                 | Guyana                                                                | Qual. Gold Cup 2021                                                   | -4                                                                    |                                                                       |
| 25-3-2023                                                             | Hamilton                                                              | Bermuda                                                               | 0 – 2                                                                 | Guyana                                                                | CONCACAF Nations League 2022-2023 - 1º Turno                          | -                                                                     |                                                                       |
| 29-3-2023                                                             | Waterford                                                             | Guyana                                                                | 0 – 0                                                                 | Montserrat                                                            | CONCACAF Nations League 2022-2023 - 1º Turno                          | -                                                                     |                                                                       |
| 18-6-2023                                                             | Fort Lauderdale                                                       | Guyana                                                                | 1 – 1 (6 - 4 dtr)                                                     | Grenada                                                               | Qual. Gold Cup 2023                                                   | -1                                                                    |                                                                       |
| 20-6-2023                                                             | Fort Lauderdale                                                       | Guadalupa                                                             | 2 – 0                                                                 | Guyana                                                                | Qual. Gold Cup 2023                                                   | -2                                                                    |                                                                       |
| 25-3-2025                                                             | Città del Guatemala                                                   | Guatemala                                                             | 2 – 0                                                                 | Guyana                                                                | Qual. Gold Cup 2025                                                   | -                                                                     | 86’                                                                   |
| Totale                                                                |                                                                       | Presenze                                                              | 14                                                                    |                                                                       | Reti                                                                  | -21; 1                                                                |                                                                       |